# Csíkkozmási római katolikus templom

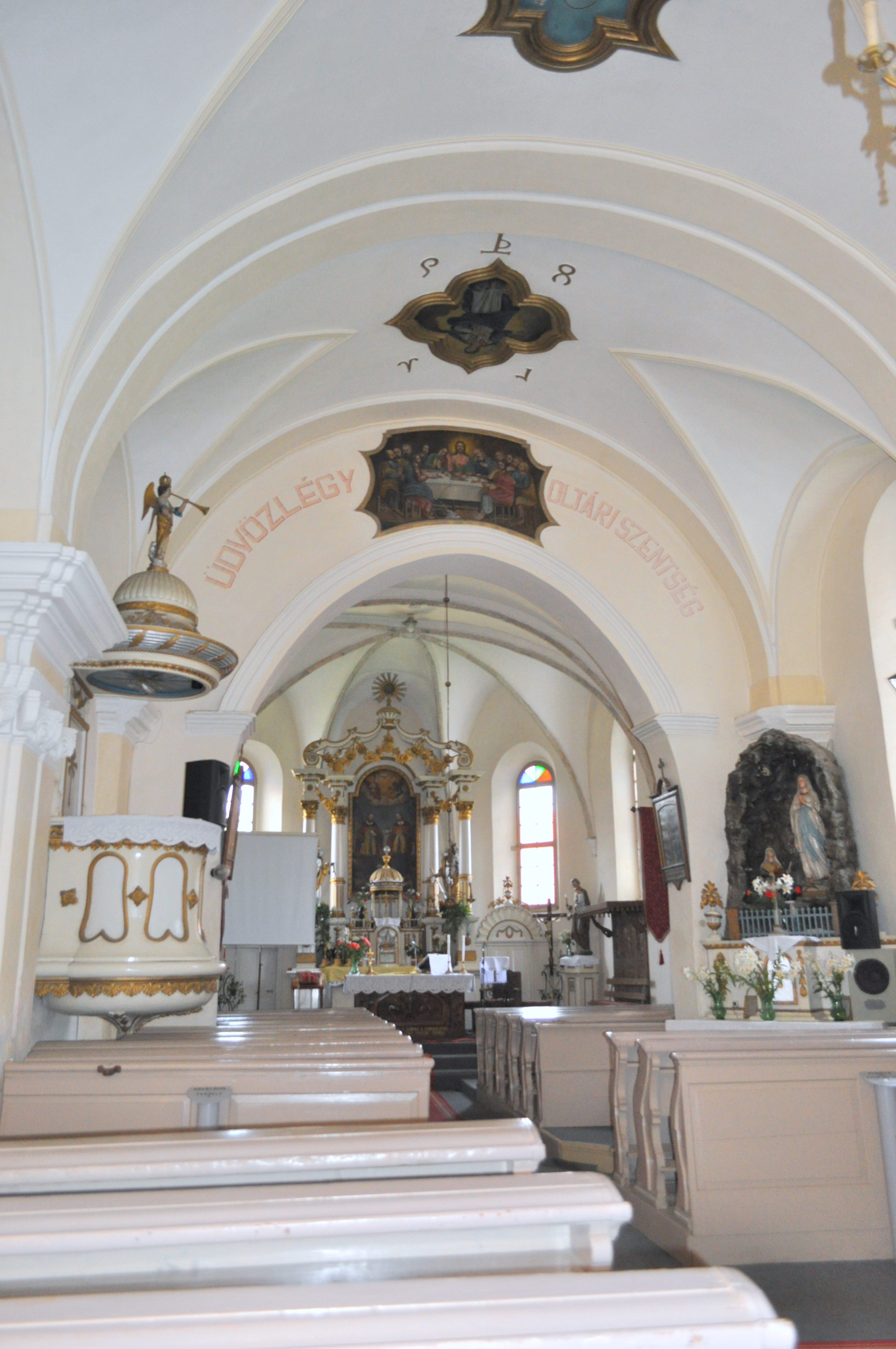

A csíkkozmási római katolikus templom Románia műemlékeinek hivatalos jegyzékében a HR-II-a-A-12795 sorszámon szerepel.

## A templom története
A pápai tizedjegyzék szerint Csíkkozmás községnek már 1333-ban volt plébániatemploma. A 13. században, de legkésőbb a pápai tizedjegyzék éveiben a mai templom helyén román kori templom állott. Ebből csak egy falba épített kőszenteltvíztartó maradt meg. Valamivel későbbi korból való a keresztelőmedence.
A templomot a 17. században 1653-1670 között gótikus stílusban átépítették. Szentélyét csillagboltozattal gótikussá változtatták.
Az eredetileg csúcsíves diadalívet 1768-ban átalakították tojásdad alakúvá. 1768-1769-ben az addigi lapos, egyszerűen festett deszkamennyezetet barokkos boltozattal cserélték ki. Akkor tűntek el az egykori csúcsíves ablakok, amelyeknek gótikus kőkeretei kívülről láthatók. A templom külső támpillérei megmaradtak. A régi oltárak helyére aranyozott, faragott oltárak kerültek. Egy 1716-os püspöki vizitáció alkalmából készült összeírás szerint akkor fa harangláb tartozott a templomhoz a kerítésen kívül, tehát ekkor még nem volt kőből épült tornya.
Az északi fal áttörésével 1761-ben építették a hajóhoz a Nepomuki Szent János-kápolnát. 
A templom nagy lőréses kerítése a 17. században készült.
A templomot 1831-ben és 1833-ban újították fel.
A műemléktemplom orgonáját Boda József készítette 1899-ben. 
Az 1990-ben a földrengés során a templom falán freskórészletek kerültek elő.
A Csíkkozmási római katolikus templomot a két keleti paptestvér Szent Kozma és Damján tiszteletére szentelték fel, akik a legenda szerint betegeket gyógyítottak.
Csíkkozmás középkori tiszta katolikus lakossága mindvégig megmaradt katolikusnak. Benkő József szerint a 18. században katolikus anyaegyház volt és napjainkban is megőrizte római katolikus jellegét.

## A templom belseje
A templombelső nagyrészt barokk stílusú, azonban a szentély gótikus boltozata máig megmaradt.
A templom apszisa jelenleg rövidebb, mind eredetileg volt és nyolcszög három oldalával záródik. Diadalíve, amelyen az 1573-as évszám olvasható csúcsív felé hajló tojásdad nyílású. A boltozat gyámkövein az evangéliumi oldalon férfi és női fej faragásai látszanak. A gyámkövekre Mátyás király korára emlékeztető faragott pajzsformával három-három borda támaszkodik. A templomajtó barokk boltozatú, kereszthajója 1781-ben épült, az ajtókeret 15. századi. A déli ajtója gótikus jellegű, az ablakok csúcsívei lekerekítettek. A falba épített szenteltvíztartó és a keresztelőmedence román kori jegyeket őriz. 
A templom hajója egészen elveszítette gótikus jellegét, csak a nyugati és déli ajtókeret maradt meg. A deszkamennyezetet 1769-ben barokkos boltozatúvá alakították át. A felújítás alkalmával az ablakok is elveszítették csúcsíves formájukat.
A régi oltárakat faragott, aranyozott oltárokkal helyettesítették. A főoltár közepén Szent Kozma és Damján vértanúk szobrai láthatók, kétoldalt Szent Péter és Pál apostolok szobrai vannak elhelyezve. A késő gótikus szárnyasoltár felső lezárása lehetett az a szamárhátívben végződő szép táblakép, amely jelenleg a szentély északi falán van elhelyezve. A csíkkozmási táblakép egykor a szárnyasoltár szekrényének oromdísze lehetett, amely 16. század első éveiben készült. 
Az enyhén csúcsíves diadalív szentély felőli oldalán maradt meg viszonylag kis felületen, de szinte teljesen ép állapotban az a virágmotívumos festés, amely bizonyára egykor a teljes falfelületet beborította. A késő gótikából a reneszánsz felé tartó időszakban készülhetett, bizonyára a közelben található csíkmenasági freskókkal egy időben, amely színvilága és stílusa alapján az ottani virágábrázolásokkal azonosítható.

## A freskók
Az 1990-es földrengés során templomhajó északi falán freskók töredékei kerültek elő. A feltárás alkalmával két glóriás szent fejét találták meg, amelyek nagyon szép ívelésűek, változatos színekkel készültek és jellegzetes gótikus ábrázolások.

## A templom tornya
A torony alapjaiban egykorú a templommal, az első emeletig középkori, a bejárata csúcsíves. Egy 1716-os püspöki vizitáció alkalmából készült összeírás szerint akkor fa harangláb tartozott a templomhoz a kerítésen kívül, tehát ekkor még nem volt kőből épült tornya. 1771-1772-ben 3 öllel magasították meg és gótikus ablakait átalakították. A mostani barokk harangház ablakai is csúcsívesek voltak. Régi harangjait 1690-ben a tatárok vitték el, az egyik harang a kézdivásárhelyi református templomba került. A támpillérek fedőlapjai a csíkmenaságihoz hasonlítanak.

## A templom külseje
A templomot nagy lőréses kerítés veszi körül, amely a 17. században készült. Ez azonban nem védhette meg Ali basa hadainak ostromától, a betörések során felégették. A támfalon elhelyezett tábla 1720-as keltezésű, amely az 1719-ben pestisben elhunyt alcsíkiak adatait tartalmazza. A templomkertben található barokk kőkereszt 1710-ben készült és Hargita megye műemlékeinek hivatalos jegyzékében képzőművészeti műemlékként szerepel.

## A templom búcsúja
A Csíkkozmási római katolikus templom búcsúját a templom és egyházközség védőszentjeinek Szent Kozma és Damján vértanúk napján, szeptember 26-án tartják.

## Külső hivatkozások
- Archimedia honlapja